# Filipole
Filipole [pronunciación en polaco: /filiˈpɔlɛ/] es un pueblo ubicado en el distrito administrativo de Gmina Złoczew, dentro del condado de Sieradz, Voivodato de Łódź, en el centro de Polonia. Se encuentra a unos 8 kilómetros al sureste de Złoczew, a 25 kilómetros al sur de Sieradz, y a 70 kilómetros al suroeste de la capital regional Łódź.